# Estravagario
Estravagario es un poemario del escritor chileno Pablo Neruda, publicado originalmente en 1958 en la editorial argentina Losada. Esta obra marcó un nuevo cambio en la poesía del autor, tras sus poemas románticos y su época más política.

## Estilo
Este libro se caracteriza por el uso de la ironía y el humor, poco utilizados hasta entonces por el autor. Según el crítico Niall Binns, este libro es un acercamiento de Neruda a la antipoesía. En este aspecto, Binns destaca las semejanzas del poema «Y cuánto vive?» con «Discurso fúnebre» de Nicanor Parra, poema publicado en una antología de 1957, y posteriormente publicado en Versos de salón (1962).